# Ариранья
Ариранья (порт. Ariranha) — муниципалитет в Бразилии, входит в штат Сан-Паулу. Составная часть мезорегиона Сан-Жозе-ду-Риу-Прету. Входит в экономико-статистический микрорегион Катандува. Население составляет 8683 человека на 2006 год. Занимает площадь 133,112 км². Плотность населения — 65,2 чел./км².

## Статистика
- Валовой внутренний продукт на 2003 составляет 267 545 542,00 реала (данные: Бразильский институт географии и статистики).
- Валовой внутренний продукт на душу населения на 2003 составляет 32 908,43 реала (данные: Бразильский институт географии и статистики).
- Индекс развития человеческого потенциала на 2000 составляет 0,769 (данные: Программа развития ООН).

## География
Климат местности: субтропический. В соответствии с классификацией Кёппена, климат относится к категории Cfb.